# Winnipežské jezero
Winnipežské jezero (anglicky Lake Winnipeg z indiánského jazyka Krí, ve kterém to znamená zahrazená voda) je jezero v provincii Manitoba na jihu Kanady. Jde o pozůstatek obrovského ledovcového jezera Agassiz. Má rozlohu 24 514 km². Dosahuje maximální hloubky 36 m. Leží v nadmořské výšce 217 m.

## Pobřeží

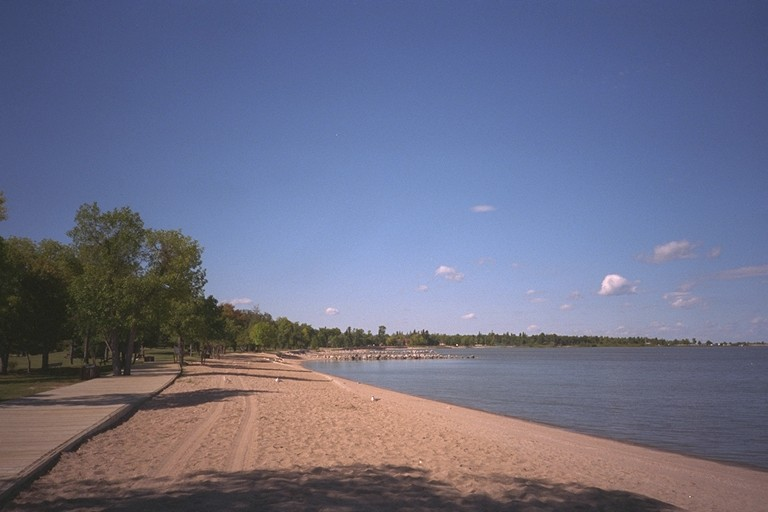
pláž na břehu jezera

Okolo jezera se nacházejí bažinaté lesy. Na některých místech jsou upravené pláže.

## Vodní režim
Největší přítok je řeka Saskatchewan. Dalším velkým přítokem je Red River of the North. Z jezera odtéká řeka Nelson, která ústí do Hudsonova zálivu, spojeného jak s Atlantikem, tak i Severním ledovým oceánem. Dlouhodobá odchylka úrovně hladiny je 3 m.

## Vlastnosti vody
Zamrzá v říjnu a rozmrzá na konci dubna.

## Fauna a flóra
Na jezeře je rozvinutý průmyslový rybolov

## Lodní doprava
Na jezeře je rozvinutá místní lodní doprava